# Jupoata robusta
Jupoata robusta är en skalbaggsart som beskrevs av Martins och Monné 2002. Jupoata robusta ingår i släktet Jupoata och familjen långhorningar. Inga underarter finns listade i Catalogue of Life.